# Recon (aplicación)
Recon es una aplicación y servicio de citas en línea basado en la ubicación específicamente para hombres homosexuales interesados en el fetiche y el kink. Se lanzó como sitio web en 1999, y como aplicación en iOS en 2010.A fecha de 2018, contaba con 189.000 usuarios activos.
Al igual que otras aplicaciones de citas para gais, como Grindr o Scruff, Recon permite a los usuarios crear un perfil, comunicarse con otros miembros a través de mensajes privados y filtrar a los miembros por ubicación e intereses. A diferencia de otras aplicaciones, Recon comenzó como un sitio web, con algunas funciones, como la capacidad de ver fotos sin ropa que publican los usuarios, disponibles únicamente en el sitio web debido a la política de Apple sobre contenido para adultos.
Una característica notable es la capacidad de filtrar a los miembros por sus fetiches y fantasías. Entre estas, se incluyen bondage, fisting,  leather, fetichismo de látex, osos, moteros, castidad, uniformes,  pies, gunge, y urolagnia.
Recon es propiedad y está operado por T101, la compañía que también produce el Fetish Week London.

## Controversias
En 2016, el canal de YouTube de Recon fue eliminado debido a una supuesta violación de las políticas de contenido para adultos. Un día después de que BuzzFeed News preguntara a YouTube acerca de la eliminación del canal, éste fue restablecido.
En 2019, los investigadores de Pen Test Partners demostraron a BBC News cómo era posible localizar la ubicación exacta de un usuario de Recon sin su consentimiento, junto con los usuarios de otras aplicaciones, a través de un proceso de trilateración. Sin embargo, Recon fue elogiado por tomar medidas inmediatas para rectificar la falla, mucho más rápido que otras aplicaciones.
Algunos han afirmado que las aplicaciones de citas gay tienen un impacto negativo en los negocios locales, como los bares gais, y que el uso generalizado de Recon   por parte de los fetichistas ha reducido los negocios en bares leather, clubes de sexo y saunas.  Sin embargo, muchas empresas promocionan activamente sus negocios en Recon para atraer clientes.[cita requerida]